# Таракташская тропа
44°29′23″ с. ш. 34°16′57″ в. д.
Таракташская тропа (с крымскотатарского крымскотат. Taraq Taş, Таракъ Таш — «каменный гребень») — горная тропа в Крыму от водопада Учан-Су к Ялтинской яйле. 

## Общее описание
Протяжённость тропы — 3,5 км. Перепад высот — 600 м. Время поднятия по тропе на яйлу — 3-4 часа, спуск по тропе с яйлы к водопаду Учан-Су занимает 2-2,5 часа . Тропа построена в XIX веке членами Ялтинского отделения Крымского горного клуба под руководством известного врача, климатолога В. М. Дмитриева, который занимался развитием туризма в Крыму.  В 1965 году учителями и учениками ялтинской средней школы №7 Таракташская тропа была реконструирована — на крутых участках установлены парапеты, устроены лестницы.

## Этапы прохождения Таракташской тропы
Таракташская тропа идет сначала через дубовый лес, затем дуб вытесняет сосна. Далее тропа проходит мимо скалы Таракташ причудливых форм и очертаний, созданных в результате выветривания. Таракташ — скалистый горный хребет, сложенный слоистыми осадочными породами, который мы встречаем на трассе Таракташской тропы при подходе к Ялтинской яйлы.
Весь маршрут Таракташской тропы можно разбить на следующие этапы:
1. От водопада Учан-Су до смотровой площадки со скамейкой: перепад высот около 100 метров.
2. От скамейки к источнику с табличкой 1904.
3. От источника к Таракташскому хребту[1].

- Начало тропы
- Николай II со свитой у начала тропы, 1914 г.
- Фрагменты 2-3 этапа тропы
- Фрагменты 2-3 этапа тропы
- Фрагменты 2-3 этапа тропы